# روسو دي ريبيا
روسو دي ريبيا (بالإنجليزية: Rosso di Ribia)‏ هو أحد جبال سلسلة جبال الألب ليبونتيني ويقع في كانتون تيسينو في سويسرا. يحتل المرتبة رقم 312 في قائمة جبال سويسرا من حيث الارتفاع، إذ يبلغ ارتفاعه حوالي 2547 متر، بينما يبلغ ارتفاع نتوء الجبل 569 متر.